# Burhanpur
Burhānpūur (in Hindi बुरहानपुर; in urdu برہان پور‎?)  è una suddivisione dell'India, classificata come municipal corporation, di 194 360 abitanti, capoluogo del distretto di Burhanpur, nello Stato federato del Madhya Pradesh. In base al numero di abitanti la città rientra nella classe I (da 100 000 persone in su).

## Geografia fisica
La città è situata a 21° 18' 0 N e 76° 13' 60 E e ha un'altitudine di 232 m s.l.m.

## Società

### Evoluzione demografica
Al censimento del 2001 la popolazione di Burhanpur assommava a 194 360 persone, delle quali 100 031 maschi e 94 329 femmine. I bambini di età inferiore o uguale ai sei anni assommavano a 29 057, dei quali 15 115 maschi e 13 942 femmine. Infine, coloro che erano in grado almeno di leggere e scrivere erano 123 461, dei quali 69 292 maschi e 54 169 femmine.

## Storia
Fondata intorno al 1400 da un principe musulmano della dinastia di Khandash, fu capitale del Deccan, sottoposto all'Imperatore mughal dai primi del XVII secolo fino al 1635. Conquistata dai Britannici nel 1803, divenne una fiorente industria cotoniera che, pur sopravvivendo anche oggi, ha perso molta della sua originale importanza.
A Burhānpūr nacque nel giugno del 1699 l'Imperatore mughal ʿĀlamgīr II.